# AWS Elemental
AWS Elemental, anteriormente conocida como Elemental Technologies, es una compañía de software con sede en Portland, Oregón y propiedad de Amazon Web Services que se especializa en videos multipantalla. Fundado en agosto de 2006, Elemental crea un software que realiza tareas de codificación, decodificación, transcodificación y procesamiento de píxeles de video en hardware básico para la transmisión de velocidad de bits adaptable de video a través de redes IP.
El software de procesamiento de video elemental se ejecuta en modelos de implementación llave en mano, basados en la nube y virtualizados. La empresa tiene oficinas en Estados Unidos, Reino Unido, Francia, Hong Kong, Singapur, Japón, China, Rusia, India y Brasil. 

## Historia
Elemental fue fundada en 2006 por tres ingenieros que anteriormente formaban parte de la compañía de semiconductores Pixelworks: Sam Blackman (CEO), Jesse Rosenzweig (CTO) y Brian Lewis.
En julio de 2012, los productos Elemental apoyaron la transmisión de los Juegos Olímpicos de Londres de 2012 en dispositivos de Internet para compañías de medios como la BBC, Eurosport, Terra Networks y otros.
En septiembre de 2013, Elemental fue nombrado al top 25 de Silicon Forest por The Oregonian. La compañía ocupa el puesto 24 entre las empresas de tecnología más grandes de la región.
En octubre de 2013, Elemental proporcionó transmisión de video 4K HEVC en vivo del Osaka Marathon 2013 en un flujo de trabajo diseñado por K-Opticom, un operador de telecomunicaciones en Japón.
En abril de 2017, la compañía cambió su nombre de Elemental Technologies a AWS Elemental.
En agosto de 2017, Sam Blackman, CEO y cofundador de la compañía, murió repentinamente de un paro cardíaco a la edad de 41 años.

### Compromiso de seguridad
En 2015, durante las pruebas de seguridad realizadas como preludio a una posible adquisición por parte de Amazon, se descubrió que algunos servidores Elemental contenían chips de subcontratistas chinos que permitían el acceso de puerta trasera. Según una investigación del gobierno de los Estados Unidos, los chips fueron insertados por una unidad del Ejército Popular de Liberación.

## Financiación
Elemental recibió sus inversiones iniciales en 2007 por un monto de $ 1.05 millones de tres fondos ángel: la Alianza de los Ángeles con sede en Seattle, el Fondo del ángel de Oregón y la Conferencia Venture Bend.
En julio de 2008, Elemental anunció que había cerrado su primera ronda de financiamiento de capital de riesgo, recibiendo $ 7.1 millones, que incluían inversiones de General Catalyst Partners de Boston, Massachusetts y Voyager Capital de Seattle, Washington.
En 2009, Elemental formó una sociedad con In-Q-Tel, el brazo de capital de riesgo de la Agencia Central de Inteligencia. Los servidores elementales se utilizaron posteriormente en varias capacidades seguras, incluidos el Departamento de Defensa de los Estados Unidos, la Armada de los Estados Unidos, la NASA, el Congreso de los Estados Unidos y el Departamento de Seguridad Nacional.
En julio de 2010, Elemental recaudó $ 7.5 millones adicionales en financiamiento de la Serie B. Steamboat Ventures, una firma de capital de riesgo afiliada con The Walt Disney Company, se unió a los fondos de riesgo existentes General Catalyst y Voyager Capital en la ronda de financiamiento.
En mayo de 2012, Elemental cerró su financiamiento de la Serie C por $ 13 millones de Norwest Venture Partners.
En diciembre de 2014, Elemental cerró su financiamiento de la Serie D por $ 14.5 millones liderado por Telstra y Sky.
En septiembre de 2015, Elemental fue adquirida por Amazon Web Services, por un estimado de $ 350 millones.

## Productos
AWS Media Services
En noviembre de 2017, Amazon Web Services anunció AWS Media Services, un grupo de cinco servicios que permiten a los proveedores de vídeo crear ofertas de vídeo escalables en la nube. Basados en las soluciones de vídeo de AWS Elemental, estos servicios en la nube permiten a los clientes crear flujos de trabajo de vídeo tanto para la difusión como para la transmisión de contenido. AWS Media Services incluye los siguientes servicios individuales:
- AWS Elemental MediaConvert transcodifica el contenido de vídeo basado en archivos.
- AWS Elemental MediaLive codifica vídeo en directo para televisores o dispositivos conectados.
- AWS Elemental MediaPackage prepara y asegura las secuencias de vídeo en directo para su entrega a los dispositivos conectados.
- AWS Elemental MediaStore entrega vídeo desde un almacenamiento optimizado para medios de comunicación.
- AWS Elemental MediaTailor inserta publicidad dirigida en el vídeo streaming.

### Elemental Live
En abril de 2010, Elemental presentó su producto para empresas, Elemental Live, un sistema de procesamiento de vídeo de clase empresarial acelerado en la GPU que proporciona a los distribuidores de contenidos codificación de vídeo y audio para su transmisión en directo a nuevas plataformas multimedia.

### Servidor Elemental
En noviembre de 2009, Elemental lanzó el primer dispositivo de servidor de vídeo que utiliza la unidad de procesamiento gráfico para la transcodificación de vídeo bajo demanda (VOD). La compañía afirma que su rendimiento es igual al de siete servidores de CPU dual de cuatro núcleos. Otros beneficios potenciales incluyen la velocidad de conversión, el uso reducido de energía, menos espacio físico y el costo total, que es menos de la mitad de un servidor de CPU. Se dice que Elemental Servers se vendió hasta por 100.000 dólares por máquina, con un margen de beneficio de hasta el 70%.

### Elemental Delta
Elemental Delta es una plataforma de entrega de vídeo diseñada para optimizar la monetización, gestión y distribución de vídeo multipantalla a través de redes IP internas y externas. Elemental Delta ha sido presentado en IBC en septiembre de 2014 y ganó el premio IABM Design and Innovation por sus sistemas de emisión y entrega.

### Elemental Cloud
Elemental Cloud proporciona servicios de transcodificación en un entorno de computación en nube utilizando procesadores gráficos en clúster.

### Elemental Statmux
Elemental Statmux es un multiplexor estadístico basado en software que optimiza la entrega de contenidos para los operadores de televisión de pago mediante la reasignación de bits en tiempo real entre codificadores de vídeo y la combinación de las salidas de múltiples codificadores en un único flujo de transporte.

### Elemental Conductor
Elemental Conductor es un sistema de gestión escalable de dos o más sistemas de procesamiento de vídeo Elemental.